# Maserati Alfieri
Der Maserati Alfieri ist ein Gran Turismo des italienischen Automobilherstellers Maserati. Er wurde 2014 als Konzept auf dem Genfer Auto-Salon präsentiert, die für 2016 geplante Serienversion hätte drei V6-Motoren, sie leisten 306 kW (416 PS), 336 kW (457 PS), und 388 kW (528 PS), erhalten. Die 457-PS- und 528-PS-Versionen wäre nur mit Allradantrieb verfügbar, ein Cabriolet sollte frühstens ab 2021 angeboten werden, eine elektrisch angetriebene Version gat frühestens für 2021. Das Fagrzeug wurde zugunsten der SUVs Maserati Grecale und Maserati Levante letztendlich nicht in Serie produziert.
Er wurde nach Alfieri Maserati (1887–1932) benannt, einem der fünf Maserati-Brüder, und markiert das hundertjährige Bestehen der Marke Maserati. Das Design wurde im Maserati Centro Stile in Turin entworfen. Der Chefdesigner war Marco Tencone, das Exterieur wurde von Giovanni Ribotta gestaltet. Das Projekt wurde von Lorenzo Ramaciotti (* 1948) geleitet, er ist seit 2017 Direktor des Centro Stile und war 2014 Chef der Fiat-Chrysler Global Designabteilung.
Die Studie des Alfieri verwendet Designelemente des Maserati A6 GCS/54, der 1954 von Pininfarina entworfen wurde. Er basiert auf dem Chassis des leichteren Maserati GranTurismo MC Stradale mit einem um 24 cm verkürzten Radstand, einem Sperrdifferential und einem von Ferrari abgeleiteten 4,7-Liter-V8-Saugmotor.